# Palmer Wapau
Pas d'image ? Cliquez ici

a Compétitions nationales et continentales officielles uniquement.

Palmer Wapau, né le 16 janvier 1983, est un joueur de rugby à XIII papou évoluant au poste de deuxième ligne dans les années 2000. Au cours de sa carrière, il n'a connu qu'un club : les Brisbane Broncos.